# Claudia Leitte

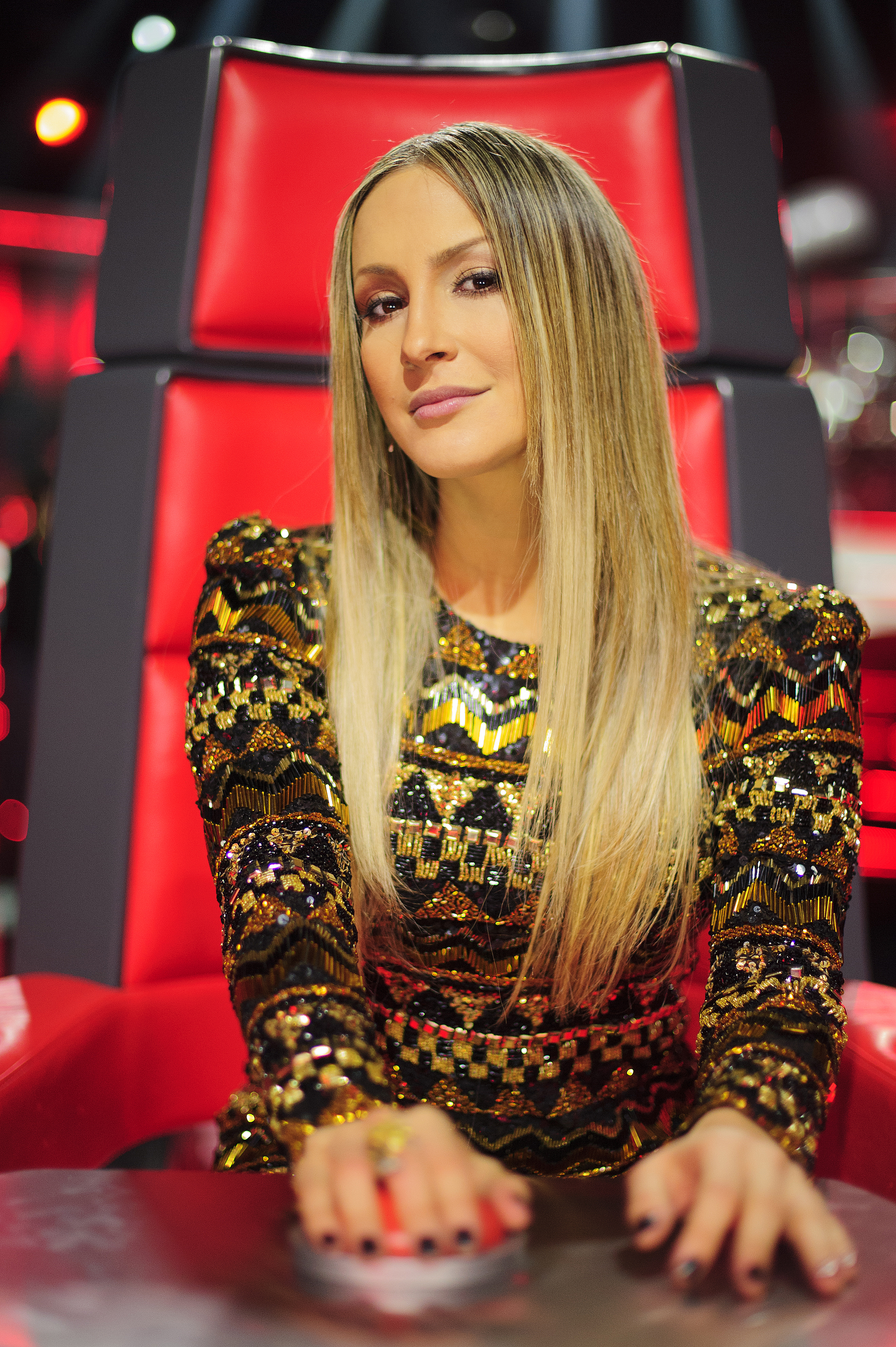
Claudia Leitte (The Voice Brasil)

Claudia Leitte (* 10. Juli 1980 in São Gonçalo, Rio de Janeiro, als Claudia Cristina Leite Inácio Pedreira) ist eine der bekanntesten Sängerinnen Brasiliens und wurde in Europa insbesondere durch ihren Beitrag zum offiziellen Song der Fußball-Weltmeisterschaft 2014 bekannt.

## Karriere
Claudia Leitte begann ihre Karriere als Frontsängerin und Leitfigur der Axé-Gruppe Babado Novo. Nach ihrer Trennung 2008 begann sie eine erfolgreiche Solokarriere mit zahlreichen Tourneen wie Sette Tour (2009) und As Máscaras e Rhytmos Tour (2010). Ihr erstes Solo-Album Ao Vivo em Copacabana spielte sie am 17. Februar 2008 bei einer Show vor 700.000 Zuschauern am Strand von Copacabana ein.
Außerdem trat sie auf Großveranstaltungen außerhalb Brasiliens, wie zum Beispiel den Brazilian Days in Miami auf. Sie erhielt einen Werbevertrag mit der Getränkemarke Guaraná Antarctica. Leitte unterstützt eine Kampagne gegen Drogen.

## Diskografie

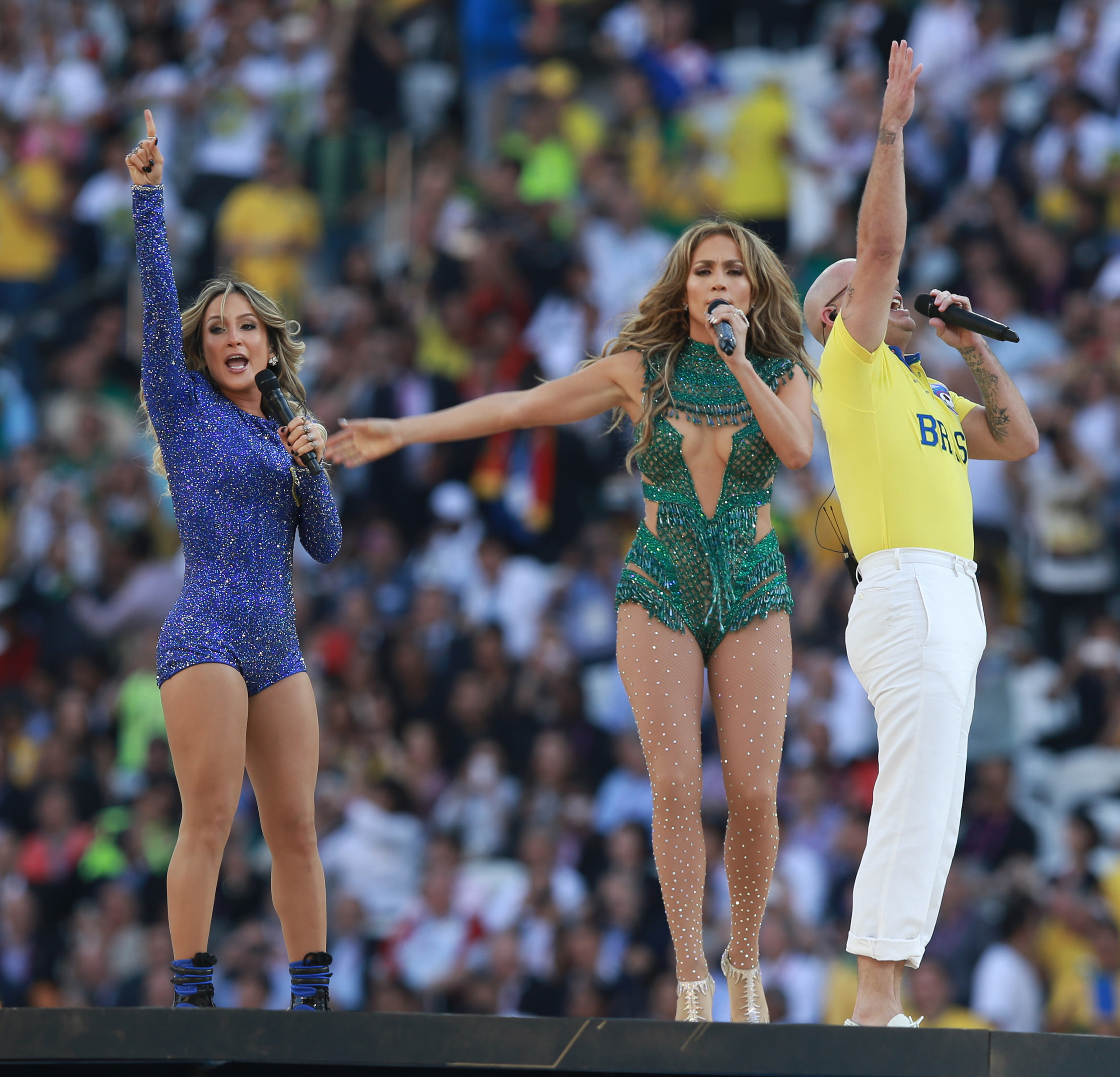
Claudia Leitte bei der Eröffnung der Fußball-WM 2014 mit Jennifer Lopez und Pitbull

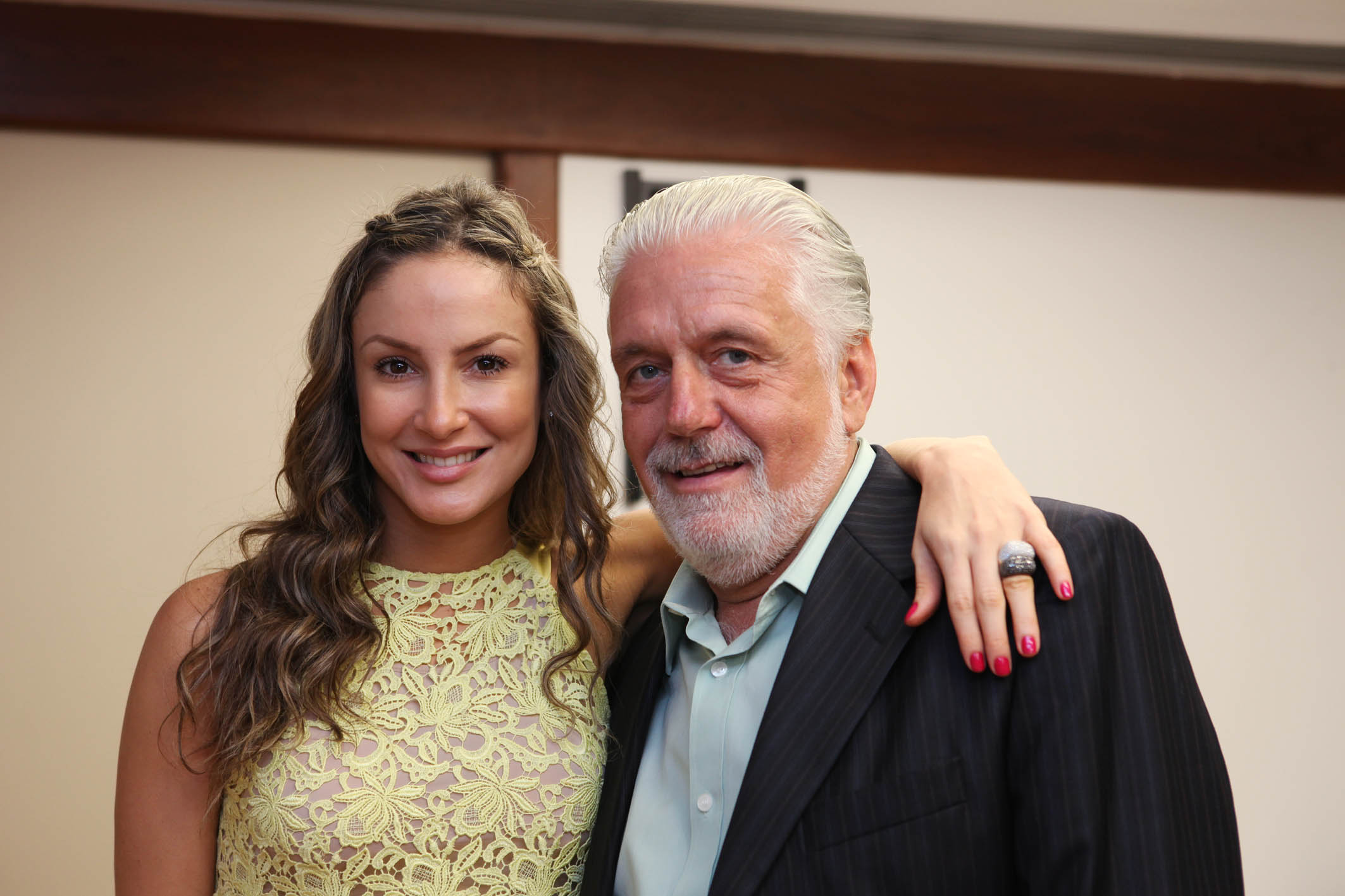
Claudia Leitte mit Jaques Wagner, dem Gouverneur von Bahia (2012)

### Studioalben
| Jahr | Titel Musiklabel       | Anmerkungen                        |
| ---- | ---------------------- | ---------------------------------- |
| 2010 | As Máscaras Sony Music | Erstveröffentlichung: 23. Mai 2010 |

### Livealben
| Jahr | Titel Musiklabel                      | Anmerkungen                                                   |
| ---- | ------------------------------------- | ------------------------------------------------------------- |
| 2008 | Ao Vivo em Copacabana Universal Music | Erstveröffentlichung: 27. Juni 2008 auch als DVD erhältlich   |
| 2012 | Negalora – Íntimo Som Livre           | Erstveröffentlichung: 29. August 2012 auch als DVD erhältlich |
| 2014 | AXEMUSIC – Ao Vivo Som Livre          | Erstveröffentlichung: 13. Januar 2014 auch als DVD erhältlich |

### Singles
| Jahr | Titel Album                                               | Höchstplatzierung, Gesamtwochen, AuszeichnungChartplatzierungen (Jahr, Titel, Album, Platzierungen, Wochen, Auszeichnungen, Anmerkungen) | Höchstplatzierung, Gesamtwochen, AuszeichnungChartplatzierungen (Jahr, Titel, Album, Platzierungen, Wochen, Auszeichnungen, Anmerkungen) | Höchstplatzierung, Gesamtwochen, AuszeichnungChartplatzierungen (Jahr, Titel, Album, Platzierungen, Wochen, Auszeichnungen, Anmerkungen) | Höchstplatzierung, Gesamtwochen, AuszeichnungChartplatzierungen (Jahr, Titel, Album, Platzierungen, Wochen, Auszeichnungen, Anmerkungen) | Höchstplatzierung, Gesamtwochen, AuszeichnungChartplatzierungen (Jahr, Titel, Album, Platzierungen, Wochen, Auszeichnungen, Anmerkungen) | Anmerkungen                                                                       |
| Jahr | Titel Album                                               | DE | AT | CH | UK | US | Anmerkungen                                                                       |
| ---- | --------------------------------------------------------- | --- | --- | --- | --- | --- | --------------------------------------------------------------------------------- |
| 2014 | We Are One (Ole Ola) Globalization / One Love, One Rhythm | DE6 Gold · (22 Wo.)DE | AT6 (18 Wo.)AT | CH2 Gold · (16 Wo.)CH | UK29 (4 Wo.)UK | US59 Gold · (6 Wo.)US | Erstveröffentlichung: 7. April 2014 Pitbull feat. Jennifer Lopez & Claudia Leitte |

Weitere Singles
- 2007: Exttravasa (feat. Casulo/Gabriel, o Pensador)
- 2008: Pássaros (Ao Vivo em Copacabana)
- 2008: Beijar na Boca (Ao Vivo em Copacabana)
- 2009: Horizonte (As Máscaras)
- 2009: As Máscaras (Se Deixa Levar) (As Máscaras)
- 2010: Famo$a (Billionaire) (As Máscaras; feat. Travie McCoy)
- 2010: Don Juan (As Máscaras; feat. Belo)
- 2010: Água (As Máscaras)
- 2011: Trilhos Fortes (As Máscaras)
- 2011: Preto, Se Você Me Der Amor
- 2011: Dia da Farra e do Beijo (Axemusic – Ao Vivo)
- 2012: Bem Vindo Amor (Negalora – Íntimo)
- 2012: Largadinho (Axemusic – Ao Vivo)
- 2013: Quer Saber? (Axemusic – Ao Vivo; feat. Thiaguinho)
- 2013: Tarraxinha (Axemusic – Ao Vivo; feat. Papayo)
- 2013: Claudinha Bagunceira (Axemusic – Ao Vivo)
- 2014: Dekole (Axemusic – Ao Vivo; feat. J. Perry)
- 2014: Deusas do Amor (mit Ivete Sangalo)
- 2016: Taquitá
- 2018: Carnaval (feat. Pitbull)

## Auszeichnungen für Musikverkäufe
| Goldene Schallplatte - Brasilien - 2017: für die Single Taquitá - 2019: für die Single Carnaval - Mexiko - 2014: für die Single We Are One (Ole Ola) Platin-Schallplatte - Brasilien - 2009: für die Single Pássaros - Italien - 2014: für die Single We Are One (Ole Ola) | 3× Platin-Schallplatte - Brasilien - 2009: für das Videoalbum Claudia Leitte ao Vivo em Copacabana Diamantene Schallplatte - Brasilien - 2009: für die Single Beijar Na Boca - 2009: für die Single Exttravaza |

Anmerkung: Auszeichnungen in Ländern aus den Charttabellen bzw. Chartboxen sind in ebendiesen zu finden.
| Land/RegionAuszeichnungen für Musikverkäufe (Land/Region, Auszeichnungen, Verkäufe, Quellen) | Gold     | Platin     | Diamant     | Verkäufe  | Quellen             |
| -------------------------------------------------------------------------------------------- | -------- | ---------- | ----------- | --------- | ------------------- |
| Brasilien (PMB)                                                                              | 2× Gold2 | 4× Platin4 | 2× Diamant2 | 1.260.000 | pro-musicabr.org.br |
| Deutschland (BVMI)                                                                           | Gold1    | —          | —           | 150.000   | musikindustrie.de   |
| Italien (FIMI)                                                                               | —        | Platin1    | —           | 50.000    | fimi.it             |
| Mexiko (AMPROFON)                                                                            | Gold1    | —          | —           | 30.000    | amprofon.com.mx     |
| Schweiz (IFPI)                                                                               | Gold1    | —          | —           | 15.000    | hitparade.ch        |
| Vereinigte Staaten (RIAA)                                                                    | Gold1    | —          | —           | 500.000   | riaa.com            |
| Insgesamt                                                                                    | 6× Gold6 | 5× Platin5 | 2× Diamant2 |           |                     |